# 克立·巴莫
拉查翁亲王克立·巴莫（RTGS：Khuekrit Pramot；1911年4月20日—1995年10月9日），泰国政治家和作家，泰國第13任泰國首相。
克立出生于信武里府，祖父是泰王拉玛二世之子，祖母有華裔血统，父亲Khamrob亲王准将（Brigadier General Prince Khamrob）是泰国首任警察总监。他的哥哥社尼·巴莫和他一样曾任泰國首相。他早年留学英国牛津大学9年，攻读哲学、经济学和政治学。
1946年起从政，1973年12月当选议长，1974年7月创立社会行动党，1975年3月至1976年1月，任泰国政府首相兼任内政部长，期間於1975年7月1日，泰國與中華人民共和國正式建立外交關係，他本人之後亦正式訪問中華人民共和國，成為首位訪问中華人民共和國的泰國總理。
1990年荣获福冈亚洲文化奖。1995年10月9日去世。

## 作品
- 《四朝代》（小说，写于1953年）

## 外部参考
1. 三十五年的起步——写在中泰建交35周年纪念前夕 （页面存档备份，存于）
2. 剪報 7/6/1975 克立·巴莫 訪中國 （页面存档备份，存于）

- 泰国人怎么过春节（页面存档备份，存于）